# Klónkatonák
A klónkatonák, később birodalmi rohamosztagosok (angolos írásmóddal: Clone trooper) a Csillagok háborúja elképzelt univerzumának egyik embercsoportja, amelyet a kaminói laboratóriumokban állítottak elő. A Csillagok háborúja egyik korszakának, az úgynevezett klónháborúknak a névadói.

## Leírásuk
A klónkatonák Jango Fett fejvadász tökéletes klónjai; a köztük levő különbségeket kisebb mértékben a hajviseletük alkotja. Továbbá a páncélzatukra és sisakjaikra egyesek különböző jeleket festenek. Mint genetikai „apjuk”, a klónkatonák is 1,83 méter magasak, testtömegük 79 kilogramm; továbbá fekete színű a hajuk és sötétbarna a szemük.
Fehér színű testpáncéljuk 20 részből áll, ennek mintája a mandalori shocktrooper testpáncélja volt. Minden katona DNS-ébe bele volt kódolva a saját azonosítója, így szükség esetén megkülönböztethetőek voltak. A klónkatonák használata egyszerűsítette a harctéri elsősegély működését, mivel az összes katona genetikai felépítése azonos volt. Ugyanakkor ez azt is jelentette, hogy ugyanarra a biológiai támadásra voltak érzékenyek. A klónháborúk kezdetén a szeparatisták biológiai fegyvert is bevetettek ellenük.
A droidokkal ellentétben a klónkatonák egyéniségek, akik önállóan gondolkodnak és kreatívan cselekszenek. Ezért sikereket tudtak elérni jóval nagyobb számú droidhadsereggel szemben is. Becslések szerint minden egyes klónkatona 200 harci droidot tett ártalmatlanná, a specializált klónok többet is.
A kaminóiak a klónháborúk időszaka alatt is folyamatosan tovább fejlesztették a klónozási technológiájukat, így specializált klónkatonákat hoztak létre.
A gyorsított fejlődés miatt a klónkatona nagyjából fele annyi ideig élhetett, mint egy átlagos ember (feltéve persze, ha túlélte a harcokat).
A kezdeti, „Egyes fázisú” klónkatonák fehér sisakján később színes csíkok jelentek meg, amik a rangot jelezték:
- sárga: parancsnok
- piros: kapitány
- kék: hadnagy
- zöld: őrmester

Ennek helyébe gyorsan a harci egységek színkódolása lépett.
A klónkatonák gyakran baráti viszonyban voltak jedi tábornokukkal, aki jól felismerhetővé alakította ki egyéniségüket és a harci stílusukat. A kaminóiaknak ez nem tetszett, és később uniformizáltabb klónkatonákat gyártottak.

## Történelmük
E mesterséges embercsoport történetének a kezdete a nabooi csata előtti időkre tehető. Y. e. 32-ben a sötét Sith Úr, Darth Sidious utasítására Lord Tyrannus megrendelést adott egy klónhadsereg gyártására Sifo-Dyas Jedi mester nevét felhasználva. Mint korábbi Jedi tanács tagnak, Dooku grófnak volt hozzáférése a Jedik csillagászati adatbázisához, ahonnan a Kamino rendszert törölte, hogy ezzel is biztosítsa a program titkosságát. A tartályokban növesztett klónhadsereg adta a nevét a Y. e. 22 és 19 között zajló „Klónháborúknak”.
A klónkatonák növekedése siettetett, azaz igen gyorsan érik el a felnőttkort. Életük első évtizedében katonai és harcászati kiképzésben részesülnek. Életük legfőbb és egyben egyetlen célja megvédeni – akár életük árán is – a Köztársaságot és főképp a kancellárt. Rendületlen engedelmességet és önfeláldozást várnak el tőlük. Azonban közülük többen is megkérdőjelezik a jedi elöljárók döntéseit, néhányuk pedig dezertált; legalább egy esetben egy klónkatona egy twi’lek nővel családot alapít.
Ezek a klónozott férfiak mindenféle fegyvert és járművet képesek használni; sokuknak specializált kiképzése is van. A védő páncélzatuk is különböző lehet, a tevékenységeknek vagy az égitesten levő éghajlati körülményeknek megfelelően. A klónkatonák körülbelül 3 éven keresztül védték a Köztársaságot a Független Rendszerek Konföderációja ellen. E korszak idején a jedik voltak a klónok parancsnokai és hadvezérei; gyakran egymás mellett harcolva a Szeparatisták droid hadseregei ellen. Azonban amikor Darth Sidious Sith Úr Y. e. 19-ben a jediket árulással vádolta és kiadta a jedik életét kioltó   "66-os parancsot”, a klónkatonák szemrebbenés nélkül a jedi vezéreik ellen fordultak és sokukat megöltek. Minden klón teljesítette néhány kivételével, mint a 99-es klónosztag "A Rossz Osztag" akik immunisak a hatásaira.

## Megjelenésük a filmekben, könyvekben, videójátékokban
A „Csillagok háborúja” univerzumában a klónkatonákat először birodalmi rohamosztagosokként ismerjük meg. Az első megjelenésük az „Egy új remény” című filmben van. A laboratóriumban készített embercsoport képviselői, mint klónkatonák, először „A klónok támadása” című filmben láthatók. A filmeken kívül, a klónkatonák számos könyvben, képregényben, videójátékban és animációban is szerepelnek. A „Star Wars: A klónok háborúja” című televíziós sorozat több része is arról szól, hogy a klónok miként élnek és gondolkoznak, illetve megtudjuk hogyan éreznek. E sorozatban sok klón beceneve is elhangzik.

### Fordítás
- Ez a szócikk részben vagy egészben a Clone trooper című Wookieepedia-szócikk fordítása. Az eredeti cikk szerkesztőit annak laptörténete sorolja fel.